# Alexandru Bohățel
Alexandru Bohățel, korabeli helyesírással Bohatielu, magyarosan Boheczel Sándor (Magyarújfalu, 1816. augusztus 12. – Kolozsvár, 1897. június 18.) erdélyi román politikus, ügyvéd.

## Élete
Hátszeg vidéki kisnemesi családból származott, apja görögkatolikus pap volt. A balázsfalvi gimnázium elvégzése után Kolozsváron tanult jogot és Marosvásárhelyen végezte el az ügyvédi gyakorlatot. 1840-től ügyvédként dolgozott Kolozsvárott. 1847-ben, Varga Katalin elfogatása után a bucsumiak őt bízták meg képviseletükkel, aminek kapcsán Bécsben is járt.
1848-ban Hátszeg városát képviselte az erdélyi, majd Doboka vármegye felső kerületét a pesti országgyűlésen. 1849 májusában a parlament román képviselői által Erdélybe küldött vizsgálóbizottság egyik tagja volt. 
1860-ban részt vett a vármegyéje közéletében, majd 1861-ben a volt határőrök kérésére kinevezték Naszód vidéke főkapitányává, mely posztot 1876-ig töltötte be. 1873-ban megalapította az Aurora hitelszövetkezetet. 1863–1864-ben Retteget képviselte a nagyszebeni országgyűlésen. Bár 1848-ban még nem ellenezte Erdély Magyarországhoz csatolását, 1867 után a passzivista politikát támogatta. Naszód vidéke 1876-os megszüntetése után visszavonultan élt Kolozsvárott.